# Leucothea harmata
Leucothea harmata is een soort in de taxonomische indeling van de ribkwallen (Ctenophora). 
De kwal komt uit het geslacht Leucothea en behoort tot de familie Leucotheidae.